# 李之紹
李 之紹（り ししょう、1254年 - 1326年）は、モンゴル帝国（大元ウルス）に仕えた漢人官僚の一人。字は伯宗。東平府平陰県の出身。

## 生涯
李之紹は幼いころより明敏であったため、東平地方の李謙に学んだ。その後、郷里に戻って教授を行い、名声が広まって多くの学者が集まるようになったという。1294年（至元31年）、クビライが亡くなった事により『世祖実録』の編纂が始まると、馬紹・李謙らの推薦を得て将仕佐郎・翰林国史院編修官に任命された。この時、直学士の姚燧が李之紹の才能を試そうと翰林応酬の文を課したが、李之紹はこれを難なくこなしたため、喜んだ姚燧は以後重用したという。
1298年（大徳2年）には祖母の病のため一時帰郷したが、しばらくして編修官に復帰し、さらに将仕郎に昇格となった。その後、1302年（大徳6年）には応奉翰林文字、1303年（大徳7年）には太常博士を歴任したが、1305年（大徳9年）に母が死去したため一時官を辞している。その後復職し、1310年（至大3年）には太常博士・承事郎、1311年（至大4年）には承直郎・翰林待制、1312年（皇慶元年）には国子司業、1316年（延祐3年）には奉政大夫・国子祭酒を歴任した。1317年（延祐4年）12月には朝列大夫・同僉太常礼儀院事に昇格となり、1319年（延祐6年）には翰林直学士と改められたが、病により帰郷した。1320年（延祐7年）には翰林直学士、1322年（至治2年）には翰林侍講学士・知制誥同修国史を歴任したが、1323年（至治3年）に病を理由に官を辞し、1326年（泰定3年）8月に73歳にして死去した。
李之紹には李勗という息子がおり、果斎と号して文集を家蔵したという。